# Muhammad Baqir Yazdi
Muhammad Baqir Yazdi foi um matemático iraniano que viveu no século 16. Deu o par de números amigáveis 9.363.584 e 9.437.056 muitos anos antes da contribuição de Euler aos números amigáveis.
Foi o último matemático islâmico notável. Seu maior livro é Oyoun Alhesab (árabe:عيون الحساب).